# 夏樹みゆ
夏樹 みゆ（なつき みゆ、1974年7月3日 - ）は、日本のAV女優。趣味・特技はボディボード。

## 経歴
出身地は東京都あるいは神奈川県とされている。小学校5.6年でオナニーを始めた。日拓アミューズメントの飲食店のLOLLIPOP六本木店にてホールスタッフをしていたがスカウトされてAV業界に入り、1997年KUKIからAVデビューした。
デビュー作の『ヴァージンピンク』は、1997年のKUKI売り上げ1位となっている。

## 人物
- オナニーは風呂場で行うことが多く、バスタブのへりに跨ったり、シャワーを当てて行っている。バイブレーターはグロテスクなので使いこなせておらず、ローターを好んでいる[2]。
- レディースコミックを愛読している[2]。

## 出演作品
1997年
- 「ヴァージン・ピンク」（4月30日、KUKI）
- 「新・妹の下着7」（5月28日、KUKI）
- 「コスプレ・アイドル 奥様は女子校生」（6月26日、KUKI）
- 「奥までびしょ濡れ」（7月26日、KUKI）
- 「花嫁の生下着7」（8月27日、KUKI）
- 「PRIVATE TIME LIVE」（9月30日、シャイ企画）
- 「FAVOTITES」（10月31日、シャイ企画）
- 「NEO出血大制服36」（11月25日、アトラス21）
- 「スチュワーデス暴虐レイプ」（12月25日、KUKI）
- 「シャイDX 97-98 女優編」（12月27日、シャイ企画）

1998年
- 「VINLハウスの果実たち VOl.8」（1月17日、KUKI）
- 「インモラル天使35」（4月24日、シネマジック）
- 「奴隷妻 飼育の部屋」（5月29日、シネマジック）
- 「5人のヤリまくり激ナマ乱戯 DELUXE（デラックス） 」（6月18日、鱗太朗商店）
- 「Super IDOL Collection Series 5」（6月26日、KUKI）
- 「LINGRIE DOLLS Vol.6」（8月16日、宇宙企画）

1999年
- Angel（1月1日、アイデアポケット）
- 「NEO出血大制服　スーパーコレクション5」（1月15日、アトラス21）
- 「ベスト・オブインモラル天使 7」（1月15日、シネマジック）
- 「若妻調教スペシャル 3 白昼の愛奴たち」（3月12日、シネマジック）
- 「ベスト・オブ・シネマジック」（4月30日、シネマジック）

2000年
- 「インモラル天使 罰」（10月27日、シネマジック）
- 「KUKI Best COLLECTION Vol.1」（12月15日、KUKI）

2001年
- 「Venus Re-mix Vol.4」（7月27日、アリスJAPAN）
- 「淫モラルブルマー狩り7時間スペシャル DVDコレクターズBOX」（11月30日、デジタルバンク）

2002年
- 「The Best of Angel Girl」（5月22日、アイデアポケット）

発売年不明
- 「ルームサービス5」（ハリウッドフィルム）
- 「おしおき 12」（ハリウッドフィルム）

## 雑誌
- 週刊プレイボーイ 1997年03月18日号
- PHOTO SHOT Vol.23（1997/05/05）、Vol.25（1997/07/01）
- Bejean 1997年02月号、10月号
- ベッピンスクール（英知出版）1997年04月号、06月号
- すっぴん（英知出版）1997年05月号
- GiRi Giri（ワニマガジン社）1997年04月号
- 投稿写真（サン出版）1997年05月号
- DoLiVe 1997年07月号
- Bang 1997年08月号
- オレンジ通信 1997年09月号（表紙）
- お隣のお姉さんドキドキ写真 1997年09月号
- ビデ王 1998年01月号、02月号
- AVいだてん情報 1998年02月号
- ザ・ベスト 1998年04月号
- パコパコナイターズ 1999年11月号